# Magnilobus pacificola
Magnilobus pacificola is een haft uit de familie Leptophlebiidae. De wetenschappelijke naam van de soort is voor het eerst geldig gepubliceerd in 1969 door Demoulin.
De soort komt voor in het Australaziatisch gebied.